# Vela (satélite)

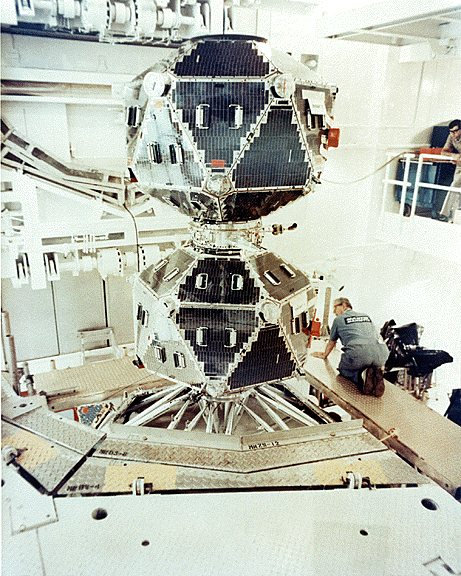
Os satélites Vela-5A/B na sala limpa. Os dois satélites, A e B, se separavam pouco antes de entrar em órbita.

Vela (do espanhol vela: vigília) é uma família de satélites de reconhecimento desenvolvidos pelos Estados Unidos no âmbito do projeto Vela, cujo objetivo era controlar a aplicação do Tratado de Interdição Parcial de Testes Nucleares, assinado em 1963 com a antiga URSS e vários outros países que dispunham de um programa de armas nucleares. O primeiro satélite da série foi lançado em 1963 e os últimos foram colocados em órbita em 1970, tendo sido desativados em 1984. Para cumprir seus objetivos, os satélites eram equipados de instrumentos que permitiam detectar raios gama, raios X e nêutrons emitidos por explosões nucleares. Os instrumentos desses satélites possibilitavam captar erupções de raios gama gamma - esses eventos astronômicos violentíssimos que acompanham o nascimento de buracos negros que segue a morte de uma estrela ou uma colisão de galáxias.
Os satélites Vela eram 12, sendo seis do tipo Vela Hotel e seis do tipo Advanced Vela. Os satélites da série Vela Hotel foram concebidos para detectar explosões nucleares no espaço, enquanto os satélites Advanced Vela detectavam explosões produzidas no espaço e também na atmosfera.
Todos os satélites Vela foram fabricados pela TRW. Lançados em pares, em propulsores Atlas-Agena ou Titan IIIC, eram colocados em pontos diametralmente opostos em uma órbita circular situadas entre 100 000 km e 113 000 km de altitude, bastante acima dos cinturões de Van Allen.

## Implantação
Doze satélites foram construídos, seis do projeto Vela Hotel e seis do projeto Vela Avançado. A série Vela Hotel era para detectar testes nucleares no espaço, enquanto a série Vela Avançada era para detectar não apenas explosões nucleares no espaço, mas também na atmosfera.
Todas as espaçonaves foram fabricadas pela TRW e lançadas em pares, seja em um propulsor Atlas-Agena ou Titan III-C. Eles foram colocados em órbitas de 118 000 km (73 000 milhas) para evitar a radiação de partículas aprisionadas nos cinturões de radiação de Van Allen. Seu apogeu era de cerca de um terço da distância até a Lua. O primeiro par Vela Hotel foi lançado em 17 de outubro de 1963, uma semana após o Tratado de Proibição Parcial de Testes Nucleares entrar em vigor, e o último em 1965. Eles tinham uma vida útil de seis meses, mas só foram realmente desligados depois de cinco anos. Os pares Vela avançados foram lançados em 1967, 1969 e 1970. Eles tinham uma vida útil nominal de projeto de 18 meses, mais tarde alterada para sete anos. No entanto, o último satélite a ser desligado foi o Veículo 9, em 1984, lançado em 1969 e que durou quase 15 anos.
A série Vela começou com o lançamento do Vela 1/2 em 17 de outubro de 1963, um voo também marcando a viagem inaugural do veículo Atlas-Agena SLV-3. O segundo par de satélites foi lançado em 17 de julho de 1964 e o terceiro em 20 de julho de 1965. O último lançamento errou ligeiramente quando um motor Atlas vernier desligou na decolagem, enquanto o outro vernier operou em níveis de empuxo acima do normal. Isso resultou em uma inclinação um pouco menor do que o normal para os satélites, no entanto, a missão foi realizada com sucesso. O problema foi atribuído a um mau funcionamento da válvula de poppet LOX vernier.
Os satélites Vela subsequentes foram trocados para o booster Titan IIIC devido ao seu maior peso e complexidade. Mais três conjuntos foram lançados em 28 de abril de 1967, 23 de maio de 1969 e 8 de abril de 1970. O último par de satélites Vela operou até 1985, quando foram finalmente desligados, a Força Aérea afirmou que eles eram os satélites mais longos em operação do mundo. Eles permaneceram em órbita até decair no final de 1992.
| Data de Lançamento    | Satélite | COSPAR ID | Veículo de lançamento | Serial | Massa de lançamento      | Instrumentos   |
| --------------------- | -------- | --------- | --------------------- | ------ | ------------------------ | -------------- |
| 17 de Outubro de 1963 | Vela 1A  | 1963-039A | Atlas-Agena-D         | 197D   | 150 quilogramas (330 lb) | 3 instrumentos |
| 17 de Outubro de 1963 | Vela 1B  | 1963-039C | Atlas-Agena-D         | 197D   | 150 quilogramas (330 lb) | 3 instrumentos |
| 17 de Julho de 1964   | Vela 2A  | 1964-040A | Atlas-Agena-D         | 216D   | 150 quilogramas (330 lb) | 8 instrumentos |
| 17 de Julho de 1964   | Vela 2B  | 1964-040B | Atlas-Agena-D         | 216D   | 150 quilogramas (330 lb) | 8 instrumentos |
| 20 de Julho de 1965   |          | 1965-058A | Atlas-Agena-D         | 225D   | 150 quilogramas (330 lb) | 8 instrumentos |
| 20 de Julho de 1965   | Vela 3B  | 1965-058B | Atlas-Agena-D         | 225D   | 150 quilogramas (330 lb) | 8 instrumentos |
| 28 de Abril de 1967   |          | 1967-040A | Titã IIIC             | 3C-10  | 231 quilogramas (509 lb) | 9 instrumentos |
| 28 de Abril de 1967   | Vela 4B  | 1967-040B | Titã IIIC             | 3C-10  | 231 quilogramas (509 lb) | 9 instrumentos |
| 23 de Maio de 1969    |          | 1969-046D | Titã IIIC             | 3C-15  | 259 quilogramas (571 lb) | 8 instrumentos |
| 23 de Maio de 1969    | Vela 5B  | 1969-046E | Titã IIIC             | 3C-15  | 259 quilogramas (571 lb) | 8 instrumentos |
| 8 de Abril de 1970    | Vela 6A  | 1970-027A | Titã IIIC             | 3C-18  | 261 quilogramas (575 lb) | 8 instrumentos |

## Instrumentos

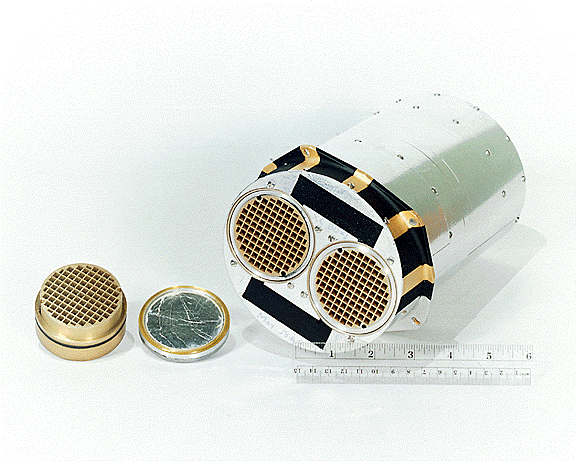
Vela-5B All-Sky Monitor Instrumento

Os satélites Vela originais foram equipados com 12 detectores externos de raios X e 18 detectores internos de nêutrons e raios gama. Eles foram equipados com painéis solares gerando 90 watts.
Os satélites Advanced Vela foram adicionalmente equipados com dois sensores de fotodiodo de silício sem imagem chamados bhangmeters que monitoraram os níveis de luz em intervalos de menos de milissegundos. Eles poderiam determinar a localização de uma explosão nuclear dentro de cerca de 3 000 milhas. As explosões nucleares atmosféricas produzem uma assinatura única, muitas vezes chamada de "curva dupla": um flash curto e intenso que dura cerca de 1 milissegundo, seguido por uma emissão de luz muito mais prolongada e menos intensa que leva uma fração de segundo a vários segundos para se acumular. O efeito ocorre porque a superfície da bola de fogo inicial é rapidamente ultrapassada pela onda de choque atmosférica em expansão composta por gás ionizado. Embora emita uma quantidade considerável de luz, ela é opaca e impede que a bola de fogo muito mais brilhante brilhe. À medida que a onda de choque se expande, ela esfria tornando-se mais transparente, permitindo que a bola de fogo muito mais quente e brilhante se torne visível novamente.
Nenhum fenômeno natural é conhecido por produzir essa assinatura, embora houvesse especulações de que as Velas poderiam registrar eventos duplos naturais excepcionalmente raros, como um ataque de meteoroide na espaçonave que produz um flash brilhante ou o disparo de um superraio na atmosfera da Terra, como pode ter ocorrido no incidente de Vela.
Eles também foram equipados com sensores que poderiam detectar o pulso eletromagnético de uma explosão atmosférica.

Potência adicional era necessária para esses instrumentos, e esses satélites maiores consumiam 120 watts gerados a partir de painéis solares. Serendipitamente, os satélites Vela foram os primeiros dispositivos a detectar explosões cósmicas de raios gama.